# 4268 Grebenikov
4268 Grebenikov (1972 TW3) là một tiểu hành tinh vành đai chính được phát hiện ngày 5 tháng 10 năm 1972 bởi T. M. Smirnova ở Nauchnyj.